# Awake (L'Arc-en-Ciel)
Awake är det tionde albumet av L'Arc-en-Ciel. Det gavs ut 22 juni 2005 på Ki/oon Records. En amerikansk version släpptes 20 september 2005 på Tofu Records.

## Låtlista
| Nr | Titel                                                       | Text     | Musik          |
| -- | ----------------------------------------------------------- | -------- | -------------- |
| 1  | New World                                                   | Yukihiro | Yukihiro, Hyde |
| 2  | Lost Heaven                                                 | Hyde     | Ken            |
| 3  | Jojoushi (叙情詩 Lyrisk Poesi?)                             | Hyde     | Ken            |
| 4  | Trust                                                       | Hyde     | Tetsu          |
| 5  | Killing Me                                                  | Hyde     | Hyde           |
| 6  | As One                                                      | Hyde     | Hyde           |
| 7  | My Dear                                                     | Hyde     | Hyde           |
| 8  | Existence                                                   | Hyde     | Ken            |
| 9  | Jiyuu eno Shoutai (自由への招待 En Inbjudan till Friheten?) | Hyde     | Tetsu          |
| 10 | Ophelia                                                     | Hyde     | Hyde           |
| 11 | Hoshizora (星空 Stjärnasky?)                                | Hyde     | Hyde           |
| 12 | Twinkle, Twinkle                                            | Ken      | Ken            |
| 13 | Heaven's Drive (Live at Yoyogi National Stadium) *          | Hyde     | Hyde           |

* Endast på den amerikanska versionen